# テンゲン
テンゲン（Tengen Inc.）は、アメリカのコンシューマーゲームメーカー。アメリカのアーケードゲーム会社・アタリゲームズのコンシューマ部門を担当する子会社として1987年12月に設立された。

## アメリカ本社
アタリゲームズは元々アタリという名前で、アーケード部門とコンシューマ部門の両方を持っていたが、赤字続きのコンシューマ部門をアタリコープとして別の会社に売却し、アーケード専業メーカーアタリゲームズとなった際、一時的にコンシューマから撤退することになっていた。経営を立て直した後、新たにアタリゲームズのコンシューマ部門として設立した子会社がTengenである。
社名の由来は「アタリ」同様、囲碁用語の「天元」よりとられているが、アタリの創設者であるノーラン・ブッシュネルとは関係がない。
1985年に任天堂が発売したNintendo Entertainment System（NES）用のタイトルとして、1988年冬のコンシューマー・エレクトロニクス・ショー（CES）に『ガントレット』と『R.B.I. Baseball』を出展した。
しかし製造ロット数などを巡ってアメリカ合衆国のNintendo of America（NOA）との確執が生じ、テンゲンはNESのリバースエンジニアリングを行って、独自にNES用ソフトを販売。実際には特許当局からNESチップのコードを盗用していた。これに対してNOAも契約違反やコード盗用などを挙げての訴訟に踏み切り、『テトリス』の販売権なども絡んで、対立は1990年代前半まで続いた。これは結局は任天堂に有利な条件で和解する。アタリショックから立ち直ろうとしたアタリゲームズはこれで再度傾き、挙句にはセガがメガドライブ用に準備していた『テトリス』がお蔵入りになるという波紋も呼んだ。
1994年、アタリゲームズの親会社・タイムワーナーの方針で、テンゲンやアタリゲームズといったタイムワーナー傘下のインタラクティブ・メディア部門が「タイムワーナー・インタラクティブ」（TWI）の名称の下に再編され、テンゲンはタイムワーナー・インタラクティブ社となった。
1997年、『モータルコンバット』のミッドウェイゲームズやピンボールの老舗メーカー・バリーを傘下に持つウィリアムス（WMSインダストリーズ）がタイムワーナー・インタラクティブを買収。テンゲンの資産はアタリゲームズの資産とともにミッドウェイゲームズに引き継がれた。

## 日本法人
日本において「テンゲン」という場合、Tengen Inc.の日本法人「株式会社テンゲン」（Tengen Ltd.）を指す。ファミコン時代からメガドライブ時代にかけてはTENGEN米国本社が開発した作品の日本語ローカライズ版の他、『ハードドライビン』、『ピットファイター』、『ガントレット』、『マーブルマッドネス』等の移植作品を主に発売していた。メガドライブ版『ガントレット』とメガドライブ版『マーブルマッドネス』は日本法人が直接移植に携わっており、特にメガドライブ版『マーブルマッドネス』においては、先にElectronic Arts社より北米Genesisで発売されていたものよりも、テンゲンが開発した国内メガドライブ版の方が移植度は高く、当時のゲーマーからの評価も高かった。
1994年、テンゲン日本法人は社名を「株式会社タイムワーナーインタラクティブ（TWI）」に改めると共にセガサターンとプレイステーションに参入。日本オリジナル作品の制作も開始した（第1作は『TAMA』）。しかし1997年、ウィリアムスがタイムワーナー・インタラクティブ米国本社を買収。同社は「日本に開発拠点を置くメリットがない」としてTWI日本法人を解散した。最終作はアクションゲーム『心霊呪殺師 太郎丸』。開発中だった『レイディアントシルバーガン』はトレジャーが引き継いで完成させた。
日本国内版メガドライブ版『マーブルマッドネス』や、メガドライブ用マルチタップ「セガタップ」の原型となるハード（『ガントレット』で4人プレイを可能とするため、自ら設計しセガに持ち込んだ）などを開発した天内潤は渡米。アタリブランドを引き継いだ米ミッドウェイゲームズで『ガントレット・レジェンド』の開発などに携わった。

## テンゲンマニュアル
テンゲンが日本のゲーマーに注目され始めたのは、日本国内の家庭用ゲーム機市場に参入した1990年の、『ハードドライビン』（メガドライブ）、『クラックス』（PCエンジン）辺りとされているが、発売していたゲームのクオリティもさることながら、当時他社にはあまり見受けられなかったジョークやギャグを織り交ぜた取扱説明書のマニュアル内容も評判を呼んだ。
といった感じの砕けた軽いノリの文章で構成されたものが、日本国内で発売されるテンゲンブランドのソフトのマニュアルでは恒例となっており、特に一時期ほぼ月1本に近いペースでメガドライブ用ソフトを発売していた頃には、マニュアル内に読者のおたよりコーナーまで設けていた。通常こういった取扱説明書というものは、多くは製品の取扱いの説明や注意事項に終始した無味乾燥なものであり、当時の同業他社と比較してもテンゲンのマニュアルは一線を画したものだった。この独特な路線はユーザーからは大きな注目を集め、後にタイムワーナー・インタラクティブ時代になってもこれらの路線は継続された。
その上でテンゲンの移植作品のクオリティはゲーマーを納得させる内容のものが多く、奇抜なマニュアル内容に頼ったウケ狙いなものではなかったことも当時の「メガドライバー」と呼ばれる熱狂的メガドライブユーザーには評価され、『BEEP!メガドライブ』1994年2月号でも特集記事が組まれた。
テンゲンの面白い説明書を執筆した天内潤は、テンゲンに入社する前はもともと「Oh!FM」誌のライターをしながら、誌面と連動した『ぐっちゃんばんく』などのオリジナルソフトを手掛けており、そのセンスが踏襲されている。

## タイトル一覧
| 株式会社テンゲンのソフト                       | 株式会社テンゲンのソフト | 株式会社テンゲンのソフト |
| タイトル                                       | 発売日                   | ゲーム機                 |
| ---------------------------------------------- | ------------------------ | ------------------------ |
| クラックス                                     | 1990年                   | PCエンジン               |
| ハードドライビン                               | 1990年                   | メガドライブ             |
| マジカルパズル ポピルズ                        | 1991年                   | ゲームギア               |
| ロードブラスターズ                             | 1992年                   | メガドライブ             |
| ピットファイター                               | 1992年                   | メガドライブ             |
| ペーパーボーイ                                 | 1992年                   | メガドライブ             |
| ランパート                                     | 1992年                   | メガドライブ             |
| R.B.I.4.ベースボール                           | 1992年                   | メガドライブ             |
| 007・死闘                                      | 1993年                   | メガドライブ             |
| スノーブラザーズ                               | 1993年                   | メガドライブ             |
| スラップファイトMD                             | 1993年                   | メガドライブ             |
| スティールタロンズ                             | 1993年                   | メガドライブ             |
| マーブルマッドネス                             | 1993年                   | メガドライブ             |
| ガントレット                                   | 1993年                   | メガドライブ             |
| ミグ-29                                        | 1993年                   | メガドライブ             |
| ドラゴンズリベンジ                             | 1993年                   | メガドライブ             |
| オーサムポッサム                               | 1993年                   | メガドライブ             |
| デビスカップ                                   | 1994年                   | メガドライブ             |
| ヴイ・ファイヴ                                 | 1994年                   | メガドライブ             |
| 株式会社タイムワーナーインタラクティブのソフト |                          |                          |
| TAMA                                           | 1994年                   | セガサターン PlayStation |
| レースドライビン レースドライビン ゴ! ゴ!      | 1995年 1997年            | セガサターン PlayStation |
| バーチャレーシング セガサターン                | 1995年                   | セガサターン             |
| プライマルレイジ                               | 1996年                   | PlayStation              |
| 心霊呪殺師 太郎丸                              | 1997年                   | セガサターン             |

| 未発売ソフト            | 未発売ソフト                      |
| タイトル                | ゲーム機                          |
| ----------------------- | --------------------------------- |
| マジカルパズル ポピルズ | ファミリーコンピュータ PCエンジン |
| Techno Cop              | ファミリーコンピュータ            |
| オフ ザ フォール        | PCエンジン                        |
| ピーターパックラット    | PCエンジン                        |
| マーブルマッドネス      | PCエンジン                        |
| ロードライアット        | メガドライブ                      |
| ピットファイター2       | メガドライブ                      |
| がんばれ!ケイビ君       | PlayStation                       |
| 無敵戦艦キクイチモンジ  | PlayStation                       |
| 心霊呪殺師 太郎丸       | PlayStation                       |

## 翻訳テロップ
もともとアタリゲームズのアーケードゲームの日本語版は、例えば『ピットファイター』の「Brutality Bonus」を「残虐行為手当」と翻訳するなど、直訳的かつどこか外してる珍妙な翻訳で知られたが、テンゲン日本支社によるコンシューマー版も、それがそのまま踏襲された。「タフすぎてソンはないのですから」(メガドライブ版『ピットファイター』の説明書)など、説明書でもネタにされた。
また、テンゲン米国本社で開発された作品を日本語にローカライズする際も、例えば『ペーパーボーイ』の「YOUR CUSTOMERS」を「きみの　おきゃくさんだよ」（ファミコン版）、または「新聞を配る家だ！」（メガドライブ版）と翻訳するなど、ジョークめいた日本語テロップが付けられた。